# Newtown (condado de Fairfield, Connecticut)
Newtown es un borough ubicado en el condado de Fairfield en el estado estadounidense de Connecticut. En el año 2000 tenía una población de 1.843 habitantes y una densidad poblacional de 307.6 personas por km².

## Geografía
Newtown se encuentra ubicada en las coordenadas 41°24′47″N 73°18′32″O / 41.413, -73.309.

## Demografía
Según la Oficina del Censo en 2000 los ingresos medios por hogar en la localidad eran de $86,553, y los ingresos medios por familia eran $99,835. Los hombres tenían unos ingresos medios de $68,516 frente a los $41,625 para las mujeres. La renta per cápita para la localidad era de $36,030. Alrededor del 1.8% de la población estaban por debajo del umbral de pobreza.